# NGC 7202
NGC 7202 é uma estrela na direção da constelação de Piscis Austrinus. O objeto foi descoberto pelo astrônomo John Herschel em 1835, usando um telescópio refletor com abertura de 18,6 polegadas. 